# Quiabentia verticillata
Quiabentia verticillata là một loài thực vật có hoa trong họ Cactaceae. Loài này được (Vaupel) Borg miêu tả khoa học đầu tiên năm 1937.

## Hình ảnh

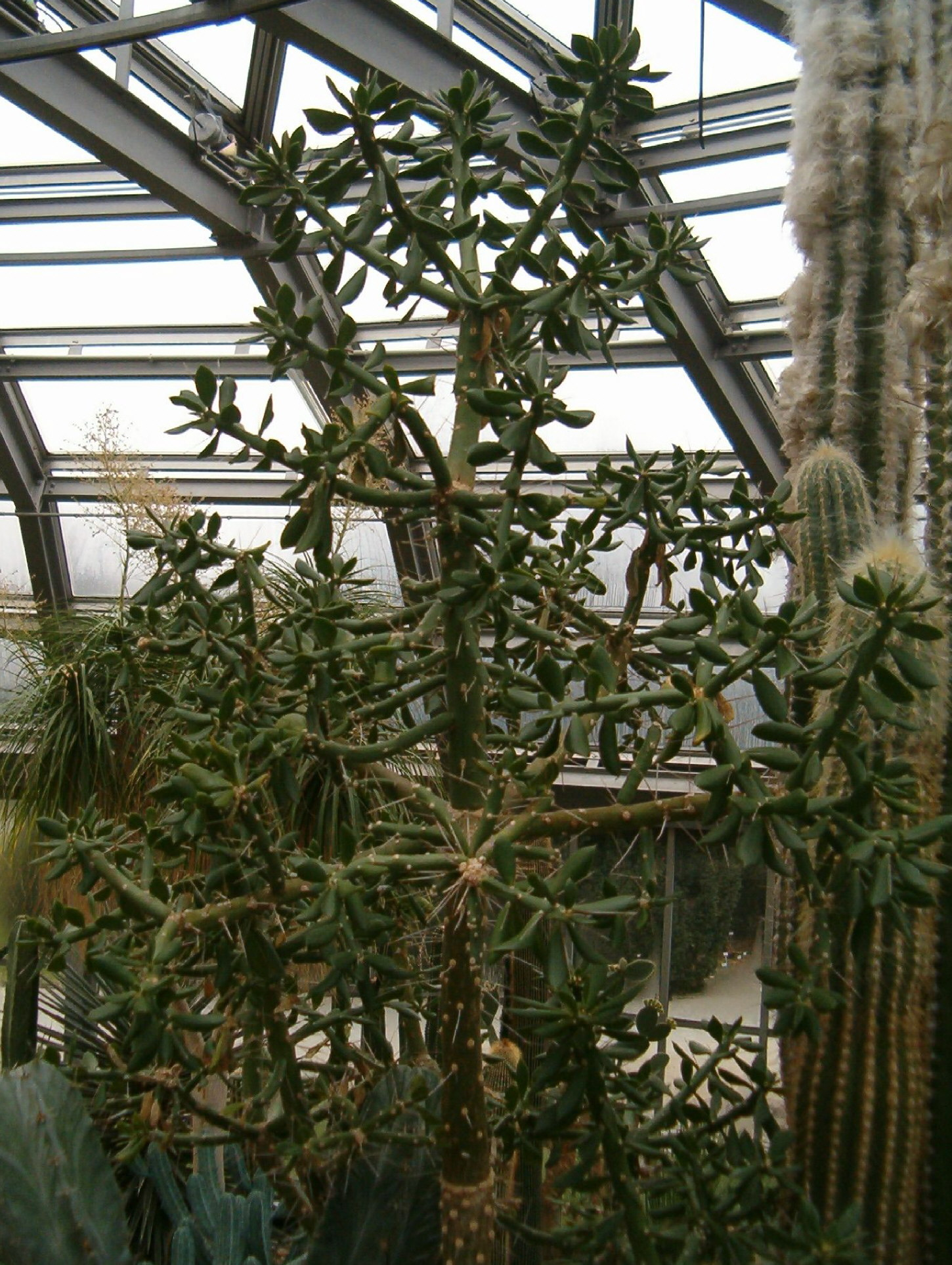
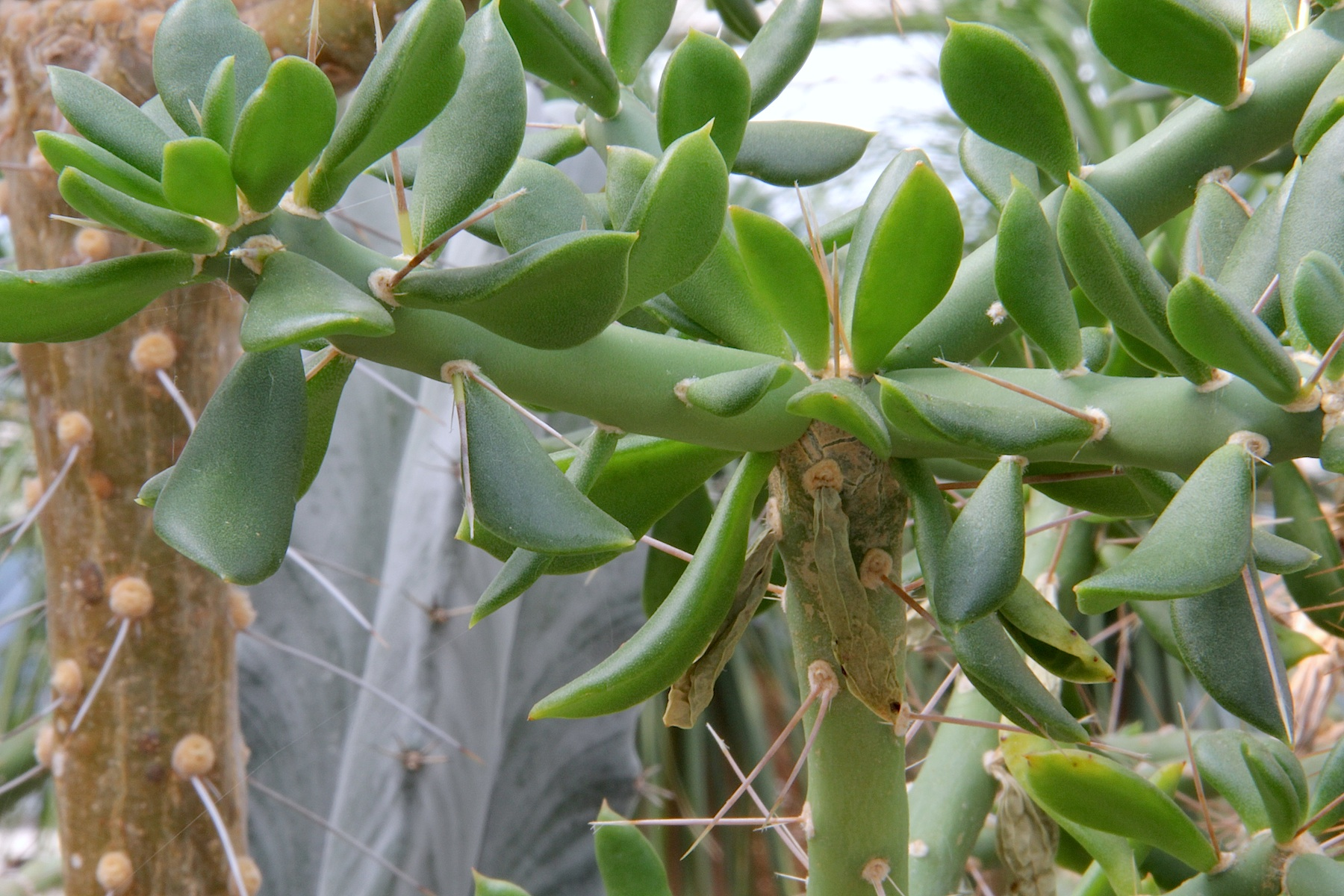